# 大分市立原川中学校
大分市立原川中学校（おおいたしりつはるかわちゅうがっこう）は、大分県大分市にある公立中学校。

## 概要
大分市中心部の東に位置し、大分市立日岡小学校、大分市立桃園小学校、大分市立明治北小学校（一部）の3つの小学校区を校区とする公立中学校。学校の横には原川、今堤川の二つの川が流れており、その二つの川の合流した形が校章にもなっている。

## 教育方針
- 誠実(徳)…自他の尊重と豊かな情操の陶冶
- 自主(知)…主体的・創造的な生活態度の育成
- 気力(体)…健康な心身とたくましい実践力の育成

## 部活動
- 軟式野球部→大分市総合体育大会優勝
- サッカー部
- ソフトテニス部(男女)
- 水泳部(男女)
- バスケットボール部(男女）
- バレーボール部(男女)
- ハンドボール部(女子)→春夏連続全国大会優勝経験あり
- 卓球部(男女)
- 空手部
- 剣道部(男女)
- 吹奏楽部→第67回九州吹奏楽コンクール（中学校の部[後半]　銀賞

全日本アンサンブルコンテスト
クラリネット三重奏金賞
- 美術部
- 茶道部
- 詩吟部
- 相撲部（臨時収集）
- ロボコン部→第23回創造アイディアロボットコンテスト全国中学生大会　制御部門出場

## 著名な出身者
- 森隆弘 - アテネオリンピック水泳日本代表
- 清武功暉 - プロサッカー選手、ジェフユナイテッド千葉所属。
- 松冨倫 - 元プロ野球選手。読売ジャイアンツ・福岡ソフトバンクホークス
- 牧貴宏 - 大分市議会議員、ローカルタレント